# Långtjärnen (Lima socken, Dalarna, 677609-135224)
Långtjärnen är en sjö i Malung-Sälens kommun i Dalarna och ingår i Dalälvens huvudavrinningsområde.